# Agnès Bracquemond
Pour les articles homonymes, voir Bracquemond.
Agnès Bracquemond née le 5 août 1956 à Courbevoie est une sculptrice française.

## Biographie
Agnès Bracquemond est la petite-fille du sculpteur Émile Bracquemond (1889-1970) et l'arrière-petite-nièce du peintre, céramiste et graveur Félix Bracquemond (1833-1914).
En 1994, elle expose des bas-reliefs à la galerie Vieille-du-Temple à Paris, et à nouveau en 1996 sous le titre Portés/Soulevés. Elle expose à nouveau en 1998 avec des pièces semblables à la galerie d'art.
Centrée autour du thème du corps humain, sa production reflète une influence tardive de l'œuvre d'Auguste Rodin.